# 申性均
申 性均（シン・ソンギュン、朝鮮語: 신성균、1907年6月8日 - 没年不詳）は、日本統治時代の朝鮮および大韓民国の政治家。谷城面長、制憲韓国国会議員。

## 経歴
全羅南道谷城郡出身。谷城公立小学校、行橋県立中学校、早稲田大学専門部法科卒。谷城面長を経て、光復後は谷城郡建国準備委員会委員長、韓国独立党全州特別党委員長・全羅北道党委員長・中央部財務部長兼秘書部長、新韓正義社全州支社社長、建国消費組合理事、無所属の国会議員、国会内務治安委員会委員長を務めた。朝鮮戦争の際、北朝鮮に拉致された。